# Floralis Genérica
 (mai 2019).
Si vous disposez d'ouvrages ou d'articles de référence ou si vous connaissez des sites web de qualité traitant du thème abordé ici, merci de compléter l'article en donnant les références utiles à sa vérifiabilité et en les liant à la section « Notes et références ».
Floralis Genérica est une sculpture mobile en acier et aluminium située Plaza de las Naciones Unidas, Avenida Figueroa Alcorta, à Buenos Aires, un cadeau à la ville de l'architecte Eduardo Catalano. Pour Catalano, c'est la « synthèse de toutes les fleurs et à la fois un espoir qui renaît chaque jour en s'épanouissant ». Créée en 2002, elle ferme ses pétales chaque soir au coucher du Soleil et les rouvre le matin suivant à 8 h. 
C'est une sculpture métallique inaugurée le 13 avril 2002. Elle se trouve au centre d’un parc dans le quartier de la Recoleta, à Buenos Aires. Ce monument de 20 m de haut et de 18 t possède six pétales géants qui s’animent grâce à un système hydraulique et à des cellules photovoltaïques. Les pétales s’ouvrent au début du jour avant de se refermer en fin de journée.